# Darja Kliszyna
Darja Kliszyna (ros. Дарья Игоревна Клишина; ur. 15 stycznia 1991 w Twerze) – rosyjska lekkoatletka, specjalizująca się w skoku w dal.
W 2007 wygrała Olimpijski Festiwal Młodzieży Europy oraz została mistrzynią świata juniorek młodszych uzyskując w finale tej imprezy wynik 6,47, który jest aktualnym rekordem czempionatu. Dwa sezony później wygrała w Nowym Sadzie czempionat Starego Kontynentu juniorów ustanawiając z rezultatem 6,80 rekordem tej imprezy. Na początku 2010 uplasowała się na piątym miejscu halowych mistrzostw świata. Kilka miesięcy później, w sezonie letnim, wygrała m.in. memoriał Braci Znamieńskich uzyskując podczas tych zawodów rezultat 7,03 (rekord Rosji juniorów). W 2011 została halową mistrzynią Europy oraz mistrzynią Europy do lat 23 wynikiem 7,05 ustanawiając rekord imprezy. Podczas mistrzostw świata w Daegu (2011) była siódma. Na koniec sezonu 2011 zajęła trzecie miejsce w plebiscycie na wschodzącą gwiazdą europejskiej lekkoatletyki organizowanym przez European Athletics.
W 2012 roku, po nieuzyskaniu kwalifikacji do Igrzysk Olimpijskich w Londynie, Kliszyna próbowała swoich sił także jako modelka.
Czwarta zawodniczka halowych mistrzostw świata w Stambule (2012). W 2013 zdobyła swój drugi złoty krążek halowych mistrzostw Europy, triumfowała w uniwersjadzie oraz zajęła 7. miejsce na mistrzostwach świata. Siódma zawodniczka halowych mistrzostw świata w Sopocie (2014). W tym samym roku zdobyła brązowy medal mistrzostw Europy w Zurychu. Medalistka mistrzostw swojego kraju w różnych kategoriach wiekowych. Uczestniczka finału Letnich Igrzysk Olimpijskich 2016 w Rio de Janeiro – uzyskała dziewiąty wynik, natomiast w 2017 zajęła czwarte miejsca na halowych mistrzostw Europy w Belgradzie.

## Osiągnięcia

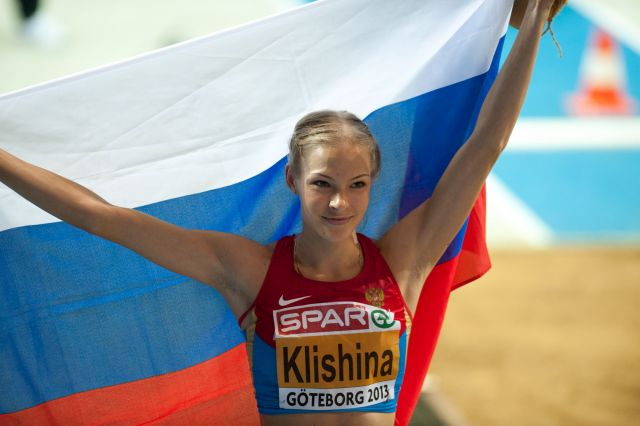
Darja Kliszyna po zdobyciu złotego medalu halowych mistrzostw Europy w Göteborgu (2013)

| Rok  | Impreza                                 | Miejsce        | Lokata      | Wynik | Reprezentacja |
| ---- | --------------------------------------- | -------------- | ----------- | ----- | ------------- |
| 2007 | Mistrzostwa świata juniorów młodszych   | Ostrawa        | 1. miejsce  | 6,47  | RUS           |
| 2007 | Festiwal młodzieży Europy               | Belgrad        | 1. miejsce  | 6,43  | RUS           |
| 2009 | Mistrzostwa Europy juniorów             | Nowy Sad       | 1. miejsce  | 6,80  | RUS           |
| 2010 | Halowe mistrzostwa świata               | Doha           | 5. miejsce  | 6,62  | RUS           |
| 2011 | Halowe mistrzostwa Europy               | Paryż          | 1. miejsce  | 6,80  | RUS           |
| 2011 | Superliga drużynowych mistrzostw Europy | Sztokholm      | 1. miejsce  | 6,74  | RUS           |
| 2011 | Młodzieżowe mistrzostwa Europy          | Ostrawa        | 1. miejsce  | 7,05  | RUS           |
| 2011 | Mistrzostwa świata                      | Daegu          | 7. miejsce  | 6,50  | RUS           |
| 2012 | Halowe mistrzostwa świata               | Stambuł        | 4. miejsce  | 6,85  | RUS           |
| 2013 | Halowe mistrzostwa Europy               | Göteborg       | 1. miejsce  | 7,01  | RUS           |
| 2013 | Superliga drużynowych mistrzostw Europy | Gateshead      | 2. miejsce  | 6,43  | RUS           |
| 2013 | Uniwersjada                             | Kazań          | 1. miejsce  | 6,90  | RUS           |
| 2013 | Mistrzostwa świata                      | Moskwa         | 7. miejsce  | 6,76  | RUS           |
| 2014 | Halowe mistrzostwa świata               | Sopot          | 7. miejsce  | 6,51  | RUS           |
| 2014 | Mistrzostwa Europy                      | Zurych         | 3. miejsce  | 6,65  | RUS           |
| 2015 | Superliga drużynowych mistrzostw Europy | Czeboksary     | 1. miejsce  | 6,95  | RUS           |
| 2015 | Mistrzostwa świata                      | Pekin          | 10. miejsce | 6,65  | RUS           |
| 2016 | Igrzyska Olimpijskie                    | Rio de Janeiro | 9. miejsce  | 6,63  | RUS           |
| 2017 | Halowe mistrzostwa Europy               | Belgrad        | 4. miejsce  | 6,84  | ANA           |
| 2017 | Mistrzostwa świata                      | Londyn         | 2. miejsce  | 7,00  | ANA           |
| 2021 | Igrzyska olimpijskie                    | Tokio          | el. –       | NM    | ROC           |

## Rekordy życiowe
| Konkurencja          | Wynik | Data          | Miejsce  | Uwagi |
| -------------------- | ----- | ------------- | -------- | ----- |
| Skok w dal – stadion | 7,05  | 17 lipca 2011 | Ostrawa  |       |
| Skok w dal – hala    | 7,01  | 2 marca 2013  | Göteborg |       |